# Sakoura
Sakoura est le sixième Mansa du Mali entre 1285 et 1300.

## Biographie
Il était aussi un esclave affranchi de la famille royale général d’armée. Esclave attaché à la famille royale, il s'empare du pouvoir à la mort d'Aboubakari. Cette prise de pouvoir indique que l'empire du Mali est en proie à une crise dynastique. 
Sous le règne de Sakoura, l'empire du Mali entame une nouvelle phase d'expansion territoriale. Il soumet les sociétés berbères Sanhadja au nord, dans le Tekrour, les Bambaras à l'est, les touaregs et les Songhaïs de l'empire de Gao dans la boucle du Niger, mais un autre informateur d'Ibn Khaldoun, El-hadj Younes, interprète de langue tekrour au Caire assure que Gao n'est annexée au Mali qu'au temps de Mansa Moussa. L'empire sous son règne accroît cependant sa domination et les commerçants du Maghreb et de Tripolitaine commencent à fréquenter la capitale, Niani, qui devient un grand centre commercial. 
Sakoura se rend en pèlerinage à La Mecque au temps du sultan mamelouk An-Nâsir (1293-1341). Ce pèlerinage est une consécration de son œuvre politique et sert de témoin de la stabilité établie à l'intérieur du territoire. Cette tradition sert de démonstration de pouvoir aux autres entités politiques afin de confirmer la puissance économique et les intérêts commerciaux que représente l'Empire du Mali.
Il meurt lors de son retour par le Yémen et l'Érythrée, assassiné par des Danakil sur la côte de Tadjourah en 1300. Son corps momifié par ses compagnons de voyage est transporté jusqu'à Kouka et confié au sultan du Bournou qui envoie des émissaires au Mali pour son rapatriement à Niani. Un fils âgé de Soundiata Keïta, Gaou, qui exerce le gouvernement depuis le départ de Sakoura à La Mecque lui succède. Son fils Mamadou règne ensuite un an ou deux, puis est remplacé par Aboubakri II vers 1310.